# Snippet (programowanie)
Snippet – pojęcie programowania oznaczające zwykle mały wycinek kodu źródłowego, kodu maszynowego lub tekstu do wielokrotnego użycia. Snippetów używa się zazwyczaj w celu zminimalizowania powtarzalności tego samego kodu lub tekstu.
Zarządzanie snippetami – funkcja edytorów kodu źródłowego, edytorów IDE oraz niektórych edytorów tekstu, pozwalająca użytkownikowi na zarządzanie i wykorzystywanie fragmentów kodu w trakcie rutynowych operacji edycyjnych. 

## Snippety w edytorach IDE
Snippety są funkcją wbudowaną w takie zintegrowane środowiska programistyczne (IDE) jak na przykład: Eclipse, NetBeans, czy Microsoft Visual Studio. Służą one programistom w celu ułatwienia i przyspieszenia procesu kodowania. Aby wprowadzić fragment kodu, najczęściej stosuje się klawisz Tab ↹, poprzedzony wbudowanym lub wcześniej zdefiniowanym słowem kluczowym.